# Boeing-Saab T-7 Red Hawk
Boeing-Saab T-7 Red Hawk är ett amerikansk/svenskt reaktionsdrivet skolflygplanssystem utvecklat för USA:s flygvapen i syfte att ersätta deras föråldrade T-38 Talon skolflygplan. Planet har utvecklats av Boeing och Saab AB i samarbete med varandra.

## Historia

### Förhistoria
Redan 2003 höll amerikanska AETC (Air Education and Training Command) på med att arbeta med att ta fram krav för en ersättare för deras primära skolflygplan T-38 Talon. Den ursprungliga planen var att man skulle anta en ersättare först efter 2020. Men då en T-38C dödligt havererade i april 2008 på grund av slitage valde man att påskynda projektet för att få fram en ersättare till 2017. Efter budgetnerskärningar kom dock projektet att skjutas upp men trots detta ansågs projektet ha topprioritet.
Runt 2012 gav USA:s flygvapen ut kraven för det nya skolflygplanet då kallat T-X (Trainer Exchange) för att attrahera flygplanstillverkare att göra anbud. Alla utsedda amerikanska tillverkare var då tvungna enligt anbudskontraktet att tillsammans med ett externt bolag inkomma med offerter, syftet var att om möjligt tillföra kompetens/teknik/teknologi till projektet.

### Framtagning
Den 5 december 2013 skrev Boeing och Saab AB på ett gemensamt utvecklingsprogramskontrakt för att utveckla ett anbud för T-X programmet.
Den 13 september 2016 visas de första två prototyperna upp för allmänheten och går formellt med i T-X tävlingen. Den första prototypen flög för första gången den 20 december 2016 medan den andra prototypen kom upp i luften den 24 april 2017.
Den 27 september 2018 vann Boeing-Saabs konstruktion T-X tävlingen och fick en beställning på 351 flygplan av USA:s flygvapen.

### Namn
Under lång tid var planet enbart känd under namnet T-X men den 16 september 2019 offentliggjorde USA:s flygvapen att flygplanet skulle betecknas T-7A Red Hawk (”Rödhök”), döpt efter Tuskegee Airmen, särskilt USAAF 332:a jaktgrupp, en grupp afroamerikanska jaktpiloter under andra världskriget som målade sina jaktflygplan med röd stjärt, därtill deras Curtiss P-40 Warhawk (”Stridshök”), varifrån namnet Red Hawk kommit till. Den 10 januari 2020 började Saab producera det första flygskrovet och den 6 december flyttades skrovet från monteringshallen till slutmonteringen. Detta skrov ska användas för marktester.

## Beskrivning

### Konstruktion
T-7 Red Hawk har liten enkelmotorig flygkropp med dubbel tandemsitsig sittbrunn (ena sisten framför den andra) med dubbelkommando. Bärplanen sitter konventionellt med framvinge och stjärtstyrverk med dubbla stjärtfenor. Bakplanet saknar särskilt höjdroder utan är istället av rörlig typ som själv agerar höjdroder. Planet är högvingat med sågtandad trapetsvinge med enkel bakåtvinklad framkant. Vingrötterna är framdragna likt vingarna hos McDonnell Douglas F/A-18 Hornet och har en kort främre stallfena vid roten till midvingarna. Landstället är trehjuligt med nosställ.

### Teknik
Planen ska förses med motorer av typen General Electric F404-103 försedda med efterbrännkammare och motorstyrning (FADEC). Den snabba designen och tillverkningen av prototypen tillika första serieflygplanet möjliggjordes till stora delar av SAAB:s som sedan tidigare under Gripen E-projektet så framgångsrikt använt sig av MBD (Model Base Definition).[källa behövs]

## Varianter
- T-X – prototyper – två tillverkade[2] – även benämnda PRJ (Production Representative Jet)[3]
- T-7A – första produktionsversionen – 351 beställda[3]

## Galleri

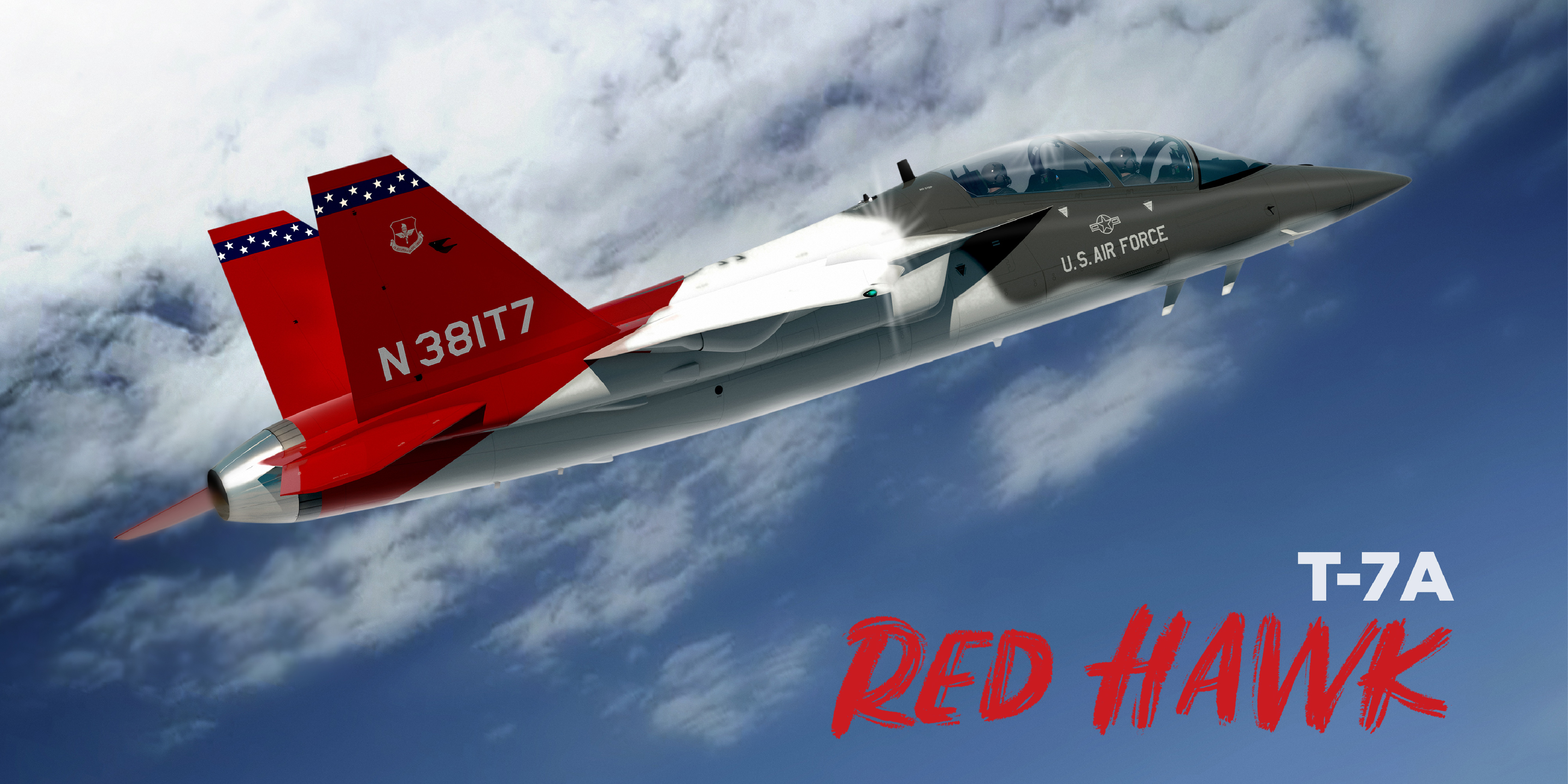
USAF publicitetsfoto av T-7A Red Hawk i rödvitgrå målning.